# 독일-폴란드 불가침 조약

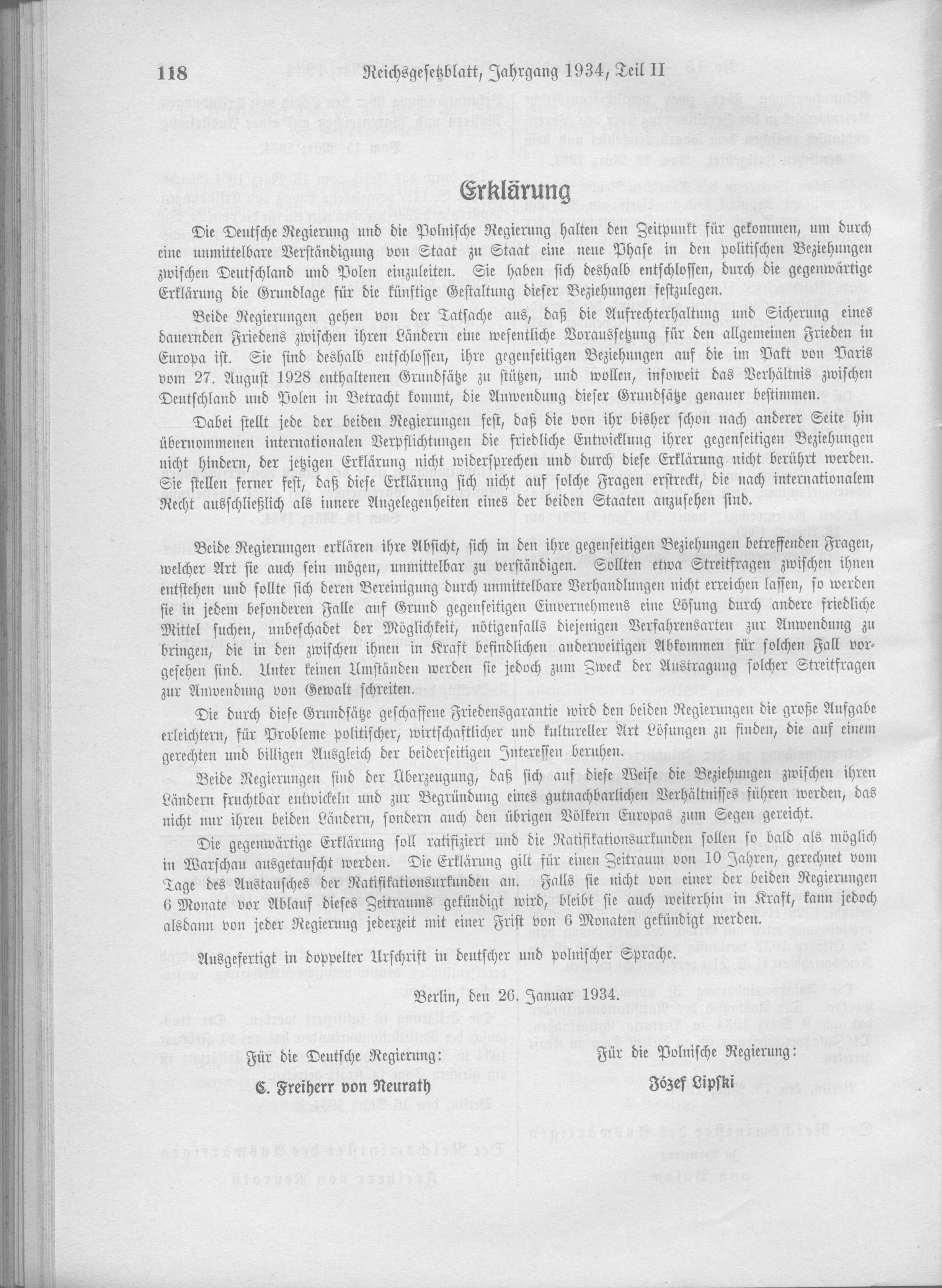

독일-폴란드 불가침 선언 또는 독일-폴란드 불가침 조약(독일어: Erklärung zwischen Deutschland und Polen über den Verzicht auf Gewaltanwendung)(폴란드어: Deklaracja między Polską a Niemcami o niestosowaniu przemocy),(영어: German–Polish declaration of non-aggression) 은 1934년 1월 26일 베를린에서 나치 독일과 폴란드 사이에 독일의 우호정책의 일부로 체결된 협정이다. 나치 독일과 폴란드 양국은 협상을 통해 문제를 해결하고 10년 동안 무력 충돌을 중단하기로 약속했다. 이 협정은 베르사유 조약에 인한 국경 분쟁으로 긴장되었던 폴란드와 독일 간의 관계를 효과적으로 정상화했다. 독일은 폴란드의 국경을 효과적으로 인식하고 지난 10년 동안 발생한 두 국가 간의 경제적 피해를 입히는 관세 전쟁을 끝내기 위해 협상했다.

## 배경
1933년 이전, 폴란드는 바이마르 공화국과 소련 사이에 어떤 종류의 동맹이 발생하여 폴란드에 손실을 입히는 것을 우려했다. 따라서 폴란드는 1921년에 프랑스와 군사 동맹을 맺었다. 나치와 공산주의자는 적대 관계였기 때문에 1933년 히틀러가 집권한 후 적대적인 소련-독일 동맹은 거의 가능성이 없어 보였다. 1925년 로카르노 조약에 따라 프랑스는 라인란트의 점령 지역 밖에서는 독일로 군대를 보내지 않을 것이며, 영국과 이탈리아는 프랑스-독일 국경을 어느 한쪽에서 바꾸려는 모든 시도에 대해 보장하기로 합의했었다. 로카르노 조약의 목적은 1923년에 일어났던 것처럼 프랑스가 바이마르 공화국의 초인플레이션 상황에서처럼 루르를 점령하는 것을 불가능하게 만드는 것이었지만 폴란드의 관점에서는 로카르노 조약은 외교적 재앙이었다. 영국과 이탈리아가 독일의 동부 국경에 대해 동일한 보장을 거부했기 때문이었다. 프랑스가 라인란트 너머 독일로 프랑스군을 이동시킨다면 이론적으로는 영국과 이탈리아 모두 프랑스에 선전포고를 할 것이었기 때문이다. 1921년의 프랑스-폴란드 동맹 조건에 따라 프랑스는 독일이 폴란드를 침공할 경우 라인란트 점령 지역에서 북독일 평야로 공세를 개시할 예정이었지만 로카르노 조약으로 인해 프랑스-폴란드 동맹이 사실상 무너진 상황이었다. 오스틴 체임벌린 당시 영국 외무장관은 독일이 동유럽에서 평화적으로 베르사유 조약을 개정하는 방법으로 로카르노 조약을 추진했다. 체임벌린은 폴란드가 동맹으로 프랑스와 같은 강대국이 있는 한 폴란드 회랑과 실레지아 북부 등 독일이 영유권을 주장하고 있는 지역을 절대 넘겨주지 않을 것이라고 믿었다. 이는 프랑스-폴란드 동맹을 체결하고 폴란드가 독일의 불가항력에 굴복하도록 했다. 1920년대 초부터 영국의 외교 정책은 베르사유 조약의 다른 측면을 독일이 받아들이는 대가로 베르사유 조약에서 독일에 부과한 동쪽 국경과 같이 제국에 유리하게 베르사유 조약의 측면을 수정하는 것을 목표로 했고, 영국이 승인했다. 로카르노 회의에서 프랑스가 영국의 요구에 크게 굴복한 방식은 폴란드에서 프랑스가 폴란드를 배신한 것으로 여겨졌다.

## 선언

#### 이름
독일 외무부는 '협정'이 아닌 '선언'이라는 협정을 '협정'으로 보는 것은 당사자 간의 이해관계가 없다는 의미로 해석했다고 주장했다. 또한 독일은 "협정"이라는 용어가 독일-폴란드 국경의 인정을 의미할 수 있다고 믿었다. 그럼에도 불구하고 이 계약은 일부 문서에서 여전히 "계약"이라고도 한다.

#### 선언의 효과
양국 정부는 자국 간의 항구적인 평화를 유지하고 보장하는 것이 유럽의 일반적인 평화를 위한 필수 전제 조건이라는 사실에 근거하여 행동을 취한다. 선언에 따라 폴란드와 독일은 관계 정상화에 동의했으며, 독일이 독일-폴란드 국경 문제를 먼저 해결하지 않고 정상화를 보류했다. 그 대신 국경 문제, 특히 단치히 회랑 문제는 한쪽으로 치우쳤고 양측은 분쟁을 해결하기 위해 무력을 사용하지 않기로 합의했다. 이 협정에는 또한 프랑스-폴란드 동맹 및 국제 연맹 회원 하에 폴란드와 프랑스의 관계를 보호하는 조항이 포함되어 있었다. 선언에서 폴란드가 받은 또 다른 이점은 폴란드 외무장관 Józef Beck이 단치히 자유 도시의 개발에 관해 독일과 직접 소통할 수 있게 되었다는 것이며, 이를 통해 외무장관 Józef Beck은 당시 국제 연맹 고등 판무관인 Sean Lester가 관리하던 도시에 관해 국제 연맹과 직접 소통할 필요가 없어졌다. 폴란드는 또한 독일이 협상 중에 폴란드 석탄 쿼터를 수락하겠다는 약속을 이끌어낼 수 있었다. 독일의 경우, 이 협정은 나치 시대에 도달한 최초의 주요 협정이었으며, 아돌프 히틀러는 독일 국내에서는 외교적 성공으로, 국제적으로는 평화적 의도의 표시로 제시할 수 있다는 협정을 맺었다. 그것은 또한 독일을 둘러싼 프랑스 주도 동맹의 약화를 알리는 데 도움이 되었다. 특히 협상이 이루어졌던 비밀을 통해 알 수 있었다.

### 여파

#### 국제 반응
영국 정부는 일반적으로 독일과 폴란드 선언에 만족했다. 그리고 영국 정부는 이것이 평화에 대한 위험한 위협을 제거했다고 믿었다. 허나 체코슬로바키아에서는 선언이 일부 정치 엘리트를 화나게 했다. 선언 발표는 요제프 벡과 체코 외무장관 에드바르드 베네시 간의 논의가 4일 만에 이뤄졌고, 는 조셉 애디슨Joseph Addison(프라하 주재 영국 대사)과의 대화에서 이 협정이 "등에 찔린 것"이라고 주장했으며 폴란드가 다시 분할할 가치가 있는 "쓸모 없는 나라"임을 보여주었다고 말했다. 당시 베네시는 폴란드 정부가 통제하는 우익 언론이 체코인이 자올치에 지역에서 폴란드인을 학대하고 있다고 비난하고 폴란드가 슬로바키아 민족주의자를 부추긴다는 사실을 인지한 것에 대해 특히 화를 내었다. 결론은 프랑스 정부가 폴란드와 독일 간의 협상 진행 상황에 대해 충분히 통보받지 못했다는 프랑스의 비난으로 이어졌다. 프랑스 정부는 1933년 말 회담의 예비 단계에서 진행 상황에 대해 계속 통보받았지만, 회담 후반부에는 이를 유지하지 못했고 서명 직후 폴란드 정부. 협정에 대한 프랑스 여론은 부정적이었다. 이 거래에 대해 프랑스 비평가들은 폴란드가 신뢰할 수 없는 동맹국이 될 수 있음을 시사했다.
미국 행정부가 이전에 폴란드-독일 협정을 지지했음에도 불구하고 이 조약의 서명은 미국 정부에게 놀라울만한 일이었다.또한 미국 여론의 일부분은 이 합의가 독일에 대한 폴란드의 지원을 나타내는 것으로 보았다.
유사하게 협정의 서명은 소련에 우려를 불러일으켰고 이즈베스티야 신문의 논평은 그 협정이 독일의 양보를 나타내는 것인지 아니면 단순히 독일의 조치인지에 의문을 제기하고 협정이 단지 일시적인 것이라는 표현을 취했다.소련과의 전쟁에 대한 두려움을 완화하기 위해 폴란드는 1932년 7월 25일에 처음 체결된 소련-폴란드 불가침 조약을 1934년 5월 5일에 다시 갱신했다. 소련에 대항하여 독일-폴란드 동맹을 결성하자는 반복적인 제안에 바르샤바 주재 소련 대사 블라디미르 오스비옌코의 선언문에 대한 보고서는 협정에 비밀 조건이 없다고 지적했다.

#### 독일의 규탄
독일의 정책은 1938년 후반에 주데텐란트 합병으로 체코슬로바키아의 운명이 결정되고 폴란드가 히틀러의 다음 목표가 된 후 크게 바뀌었다. 1938년 10월 독일 외무장관 요아힘 리벤트로프는 독일이 단치히 자유시를 독일에 합병하는 대가로 협정을 갱신하자는 제안과 폴란드 회랑을 통과하는 영외 고속도로 및 철도 건설을 제안하고 독일은 폴란드의 제안을 수락했다. 하지만 폴란드가 이를 거부하자 히틀러는 1939년 4월 28일 일방적으로 이 선언을 비난했다.독일이 폴란드에서의 영유권 주장을 하는 동안, 독일 의회 앞에서 연설하는 동안. 1939년 4월 28일 독일 정부가 폴란드에 보낸 편지에는 영국-폴란드 동맹의 서명으로 그들의 비난이 정당화되었다는 견해가 나와 있다. 히틀러와 스탈린이 폴란드를 분할하기로 동의한 비밀 의정서가 포함된 독일과 소련 사이의 또 다른 몇 달 간의 긴장 고조와 몰로토프-리벤트로프 조약 이후, 독일은 1939년 9월 1일 폴란드를 침공하여 세계 대전을 일으켰고 1939년 9월 17일에는 소련이 폴란드를 침공하는 모습을 보였다.

## 유산

#### 역사의 편찬
협정의 역사적 중요성은 논란의 대상이 되어 왔다. 영국의 역사가 휴 세튼 왓슨은 1945년에 1934년 선언을 통해 “동유럽에서 공격적인 정책을 펼치는 독일-폴란드의 적극적인 협력이 시작되었다”고 말했다. 미국 역사가 안나 시엔시알라는 1975년에 폴란드-소련 불가침 조약과 함께 이 협정이 "균형 정책"을 형성했다고 서술했다. 어느 쪽의 통제 하에 오는 것을 피하고, 이것의 증거로 소련에 대항하여 독일과 동맹을 맺는 것을 여러 차례에 걸쳐 피우수트스키가 거부했음을 지적했다.
피우수트스키는 독일의 의도를 전체적으로 불신했지만 히틀러의 태생이 프로이센이 아니라 오스트리아인이라는 것을 완화 요인으로 인식하고 히틀러가 가능한 한 오랫동안 권력을 유지해야 한다고 말했었다.
선언은 피우수트스키의 질병에 의해 초래된 정치적인 약점의 실례로 여겨져 왔으며, 네빌 처임벌린과 파울 폰 힌덴부르크가 보여준 전간 리더십 부족에 비유되었다.

#### 러시아
2009년 9월 1일, 제2차 세계대전 발발 70주년 기념일에 러시아의 외국 정보 기관인 러시아 대외정보국(SVR)은 기밀 해제 문서를 1935년에서 1945년 사이에 비밀 요원들이 수집했다고 밝혔다. SVR은 폴란드가 1930년대 중반부터 반소비에트 외교를 추구했다고 주장했다. 문서는 1934년에 폴란드와 독일이 독일이 소련을 공격할 경우 폴란드가 중립을 유지한다는 비밀 의정서에 동의했다고 주장하는 정체불명의 소련 요원의 보고서를 인용한 전 KGB 고위 장교에 의해 편집되었다. 이에 대해 폴란드 역사가들은 이 의정서가 존재했다는 증거가 없다고 말했다. 폴란드 과학 아카데미(Polish Academy of Sciences)의 학자인 Mariusz Wolos는 "독일의 기록 보관소에서 유사한 것이 발견된 적이 없으며, 일부 요원이 작성했다고 해서 그것이 사실임을 의미하는 것은 아니다. 여기에는 새로운 것이 많지 않는다. 공개된 SVR 문서에 의해 단순히 영국, 독일 및 러시아 역사가들이 이미 알고 있는 것을 확인하십시오."라고 서술했다.